# Sarah Bouhaddi
Sarah Bouhaddi (Cannes, 17 de outubro de 1986) é uma futebolista profissional francesa que atua como goleira.

## Carreira
Sarah Bouhaddi fez parte do elenco da Seleção Francesa de Futebol Feminino, nas Olimpíadas de 2012 e 2016. 